# Mutuelle Épargne Retraite
 (août 2024).
Si vous disposez d'ouvrages ou d'articles de référence ou si vous connaissez des sites web de qualité traitant du thème abordé ici, merci de compléter l'article en donnant les références utiles à sa vérifiabilité et en les liant à la section « Notes et références ».
 (avril 2013).
Pour les articles homonymes, voir MER.
La Mutuelle Épargne Retraite est une mutuelle de la Mutualité Française relevant du livre II du Code de la Mutualité. 
Elle est spécialiste de la Retraite Mutualiste du Combattant, des garanties de Prévoyance, Épargne et Retraite depuis près d'un siècle. 
Affiliée à l'Union Nationale de Prévoyance de la Mutualité Française (U.N.P.M.F.), elle fut créée en 1926 par la Mutualité Française du Rhône, sous l'entité « Caisse Autonome de Retraite », afin de permettre aux anciens combattants et victimes de guerre de se constituer un complément de retraite dans un contexte économique difficile aux lendemains de la Première Guerre Mondiale.

## Présentation et Activités
La Mutuelle Épargne Retraite est un groupement de personnes à but non lucratif régi par le Code de la Mutualité. Cette dernière est présente depuis près d’un siècle dans le domaine de la protection sociale et de la prévoyance. Elle propose des services et des garanties afin de protéger ses adhérents contre, ceux que l’on peut appeler, les aléas de la vie (maladie, accident, natalité et nuptialité, capitalisation, décès et prévoyance collective).
Affiliée à la Mutualité Française, fédération nationale, la Mutuelle Épargne Retraite fait partie des 140 mutuelles regroupées par l’Union Départementale « Mutualité Française du Rhône ». Elle est aujourd’hui composée d’une équipe de 20 salariés, d’un conseil d’administration de 15 membres et gère les garanties de plus de 40 000 adhérents. Son siège social est situé 17 rue de la Victoire, à Lyon 3e.
Elle propose des garanties mutualistes de Retraite Mutualiste du Combattant, Garantie Obsèques, Retraite individuelle et collective, Contrat Loi Madelin, et distribue la gamme de garanties Mutex de l'U.N.P.M.F. (Assurance vie, Épargne, Retraite, Prévoyance).

## Historique
La Mutuelle Epargne Retraité a été structurée en 1992 mais elle fut créée en 1926, sous le nom de Caisse Autonome de Retraite-Vie-Décès par l’union départementale de la Mutualité du Rhône. L’objectif était alors de permettre aux assurés mutualistes de se constituer un premier complément de retraite, en cette période troublée d’après-guerre.
La Caisse Autonome de Retraite de Lyon est née à la suite de la parution de la loi du 4 août 1923 mettant en place une subvention de l’État à la constitution des retraites des membres participants des Sociétés de Secours Mutuels composées d’anciens combattants, de veuves, d’orphelins et d’ascendants de militaires morts pour la France au cours de la guerre de 1914-1918. Aujourd'hui encore, la Retraite Mutualiste du Combattant est une retraite disposant d'un cadre fiscal particulier, réservée aux anciens combattants, victimes de guerre et militaires ayant participé au moins 90 jours à un conflit, dans des conditions fixées par l'État.